# Henry Ward Beecher

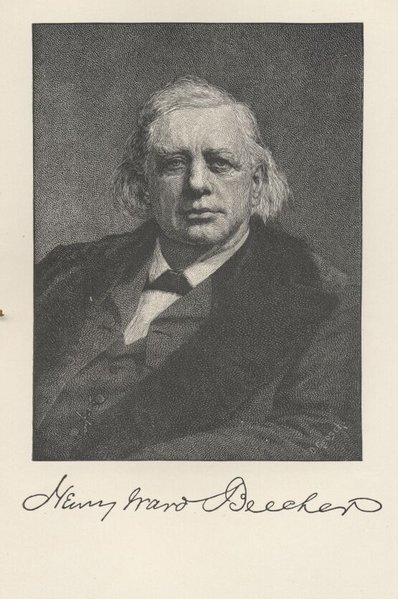
Henry Ward Beecher

Henry Ward Beecher (* 24. Juni 1813 in Litchfield, Connecticut; † 8. März 1887 in Brooklyn, N.Y.) war kongregationalistischer US-amerikanischer Prediger und Autor, der sich gegen die Sklaverei einsetzte. Seine beiden älteren Schwestern, Catharine Beecher und Harriet Beecher Stowe (Onkel Toms Hütte) waren ebenfalls Schriftstellerinnen.

## Leben und Wirken
Henry Ward Beecher wurde als achtes von dreizehn Kindern des konservativen presbyterianischen Theologen Lyman Beecher und seiner ersten Frau Roxana Foote geboren. Seine Mutter starb an Tuberkulose, als er drei Jahre alt war, und er wuchs danach mit seiner Stiefmutter Harriet Porter Beecher, seinen Geschwistern und auch Halbgeschwistern auf. 1826 zog die Familie nach Boston um, wo der Vater eine Pastorenstelle an der Hanover Street Congregational Church erhielt und Henry in die Lateinschule eintrat. Später besuchte er die Schule der Mount Pleasant Institution, wo er gute Rhetorikkenntnisse erwarb. Ab 1830 studierte am Amherst College in Amherst in Massachusetts, wo er 1834 graduierte. 1832 wurde sein Vater Präsident des Lane Theological Seminary in Cincinnati in Ohio, wo Beecher ab 1834 drei Jahre weiterstudierte.
1837 wurde er Pastor einer kleinen presbyterianischen Kirchgemeinde in Lawrenceburg in Indiana, bereits 1839 zog er weiter als Prediger an die Second Presbyterian Church nach Indianapolis. 1847 kam er nach Brooklyn Heights in New York, wo er in der Plymouth Congregational Church als Hauptpastor diente, die nach wenigen Jahren auf 2.500 Mitglieder anwuchs. Zu seinen Zuhörern gehörten auch Kirchgänger aus Manhattan, die am Sonntagmorgen in der Eisenbahn anreisten, die als Beecherwaggons bezeichnet wurden. 1863 war er Gastprediger in England, um seine christlich, republikanisch und nördlich geprägte Sichtweise gegen die Sklaverei darzulegen. 1884 unterstützte er Grover Cleveland in seiner Kandidatur für die Präsidentschaft der USA.
Beecher gründete nach 1860 die kirchlich unabhängige Zeitung The Independent und 1870 die Zeitschrift Christian Union, die später in Outlook umbenannt wurde, wo er seine noch wenig bekannten und eher unkonventionellen Glaubens- und Lebensansichten vertreten und verbreiten konnte. Er war ein begabter, bekannter und einer der populärsten Prediger seiner Zeit, der einige Neuerungen in seiner Kirche und im Gottesdienst einführte und durchsetzte. Er war stets bemüht, seine Zuhörer zu ethisch-moralisch vertretbaren Entscheidungen, zum Umdenken und zur Umkehr zu bewegen. Er setzte sich vom strengen und starren Calvinismus seiner Vorfahren ab und betonte dagegen die Liebe Gottes, die Veränderungen bewirke. Schon zu Lebzeiten erschienen seine Predigten und Lehren als Bücher, worin er auch für die Gleichberechtigung der Frau und für die Befreiung der Sklaven eintrat. Er unterstützte Abolitionisten auch praktisch und führte aufsehenerregende Befreiungsaktionen durch, so als er am 5. Februar 1860 das schwarze Sklavenmädchen Pinky in seiner Kirche von seinem Besitzer mit gesammeltem Geld freikaufte. Daher kann er als Vorreiter und früher Vertreter des Social Gospel gesehen werden.
1872 veröffentlichte die Feministin Victoria Woodhull eine Geschichte, die Beecher einer außerehelichen Affäre bezichtigte. 1875 wurde er von seinem früheren Freund Theodore Tilton des Ehebruchs mit dessen Gattin Elizabeth Tilton angeklagt, weil er und seine Kirche diese Affäre nicht eingestehen wollten. Durch Austin Abbott wurde er in einem sechsmonatigen Prozess ab 11. Januar 1876 erfolgreich verteidigt und dann mangels Beweisen freigesprochen. Durch die große Aufmerksamkeit des Prozesses und des Urteils hatte sein guter Ruf Schaden genommen, er wurde nicht mehr als uneingeschränkte moralische Führungsperson angesehen und auch der Verkauf seiner Bücher nahm ab.
Sein bis heute berühmtestes Zitat ist: „Truths are first clouds, then rain, then harvest and food.“ (Deutsch: Wahrheiten sind erst [wie] Wolken, dann Regen, dann Ernte und Nahrung.)
Beecher erlitt am 6. März 1887 einen Schlaganfall, woran er zwei Tage später starb. Er wurde unter großer Anteilnahme der Bevölkerung und der Behörden am 11. März 1887 auf dem Green-Wood Friedhof in Brooklyn beigesetzt.

## Familie
Beecher hatte zwölf Geschwister und Halbgeschwister, davon waren mehrere darunter, die auch eine öffentliche Aufmerksamkeit erhielten: Catharine Beecher (1800–1878), eine Schriftstellerin und Schulgründerin, war die älteste Schwester von Henry. Edward (1803–1895) war auch Geistlicher, Collegepräsident und Schriftsteller gegen die Sklaverei. Eine weitere Schwester war die Schriftstellerin Harriet Beecher Stowe, die zwei Jahre älter war und zu der er ein enges Verhältnis hatte. Charles (1815–1900) war Schulvorsteher in Florida. Die Halbschwester Isabella Beecher Hooker (1822–1907) setzte sich für die Frauenrechte ein. Der Halbbruder Thomas (1824–1900) war Anwalt und in der Kirche aktiv.
Beecher war seit 1837 verheiratet mit der Lehrerin Eunice White Bullard, sie hatten neun Kinder, aber nur vier überlebten ihn 1887.

## Schriften
- Seven Lectures to Young Men, 1844.
- Norwood: A Tale of Village Life in New England, 1867 (Novelle).
- Life of Jesus the Christ, 1871–1891.
- Yale Lectures on Preaching, 1872–1874.
- Evolution and Religion, 1885.